# Salix resecta
Salix resecta — вид квіткових рослин із родини вербових (Salicaceae).

## Морфологічна характеристика
Це кущ до 2 метрів заввишки. Бічні гілки зазвичай разом на дистальній частині стовбура або головних гілок, коричневі або багряно-коричневі, товсті, голі, блискучі. Листки скупчені на верхівках гілок; листкова ніжка коротка; листкова пластинка довгаста чи злегка обернено-яйцювато-еліптична, 20–25(35) × 5–13(16) мм, абаксіально (низ) бліда, запушена, адаксіально волосиста, край цільний, верхівка тупа чи загострена. Сережки бічні на дистальній частині гілочок. Чоловіча сережка ≈ 30 × 6–8 мм. Чоловіча квітка: тичинок 2; пиляки золотисто-жовті. Жіноча сережка 20–55 × 4–7 мм. Жіноча квітка: зав'язь від яйцюватої до довго-яйцеподібної, біло чи жовтувато запушена, сидяча. Коробочка ≈ 3 мм.

## Середовище проживання
Сичуань, Юньнань. Населяє гірські долини; на висотах 2800–4300 метрів.